# ستار خلف
ستار خلف (انگلیسی: Sattar Khalaf؛ زادهٔ ۱ ژوئیهٔ ۱۹۴۶) بازیکن فوتبال اهل عراق است.
از باشگاه‌هایی که در آن بازی کرده‌است می‌توان به باشگاه فوتبال الشرطه (عراق) اشاره کرد.
وی همچنین در تیم ملی فوتبال عراق بازی کرده‌است.